# Susan Stewart (Politikwissenschaftlerin)
 Susan Stewart (geb. 1967 in Charlotte, North Carolina) ist eine US-amerikanische, in Deutschland tätige Politologin.  Sie promovierte 2004 an der Universität Mannheim mit der Arbeit „Erklärungsmuster für das niedrige Niveau ethnopolitischen Konflikts in der Ukraine“. Zu ihren Forschungsgebieten gehören die EU-Russland-Beziehungen, die Innen- und Außenpolitik der Ukraine, der Einfluss externer Akteure auf Transformationsprozesse sowie die Zivilgesellschaft in Osteuropa.
Sie war Wissenschaftliche Mitarbeiterin am Mannheimer Zentrum für Europäische Sozialforschung (1997–2005), Wissenschaftliche Assistentin am Lehrstuhl für politische Wissenschaft und Zeitgeschichte Universität Mannheim (2005–2007) und arbeitet seit 2007 als Wissenschaftlerin in der Forschungsgruppe Osteuropa und Eurasien der Stiftung Wissenschaft und Politik in Berlin, deren Leiterin Margarete Klein ist. Sie verfügt über eine unbefristete Aufenthalts- und Arbeitserlaubnis für Deutschland.
Sie zählt zu den Unterzeichnern des Gegenaufrufs zum Appell für eine andere Russlandpolitik.

## Publikationen (Auswahl)
- Explaining the low intensity of ethnopolitical conflict in Ukraine. Münster: Lit 2005 (Diss.)
- Fundamental attitudes of the Russian political elite. Berlin: Stiftung Wissenschaft und Politik, June 2017
- Russland und der Europarat. Berlin: SWP, 2013